# Tetanocera discendens
Tetanocera discendens är en tvåvingeart som beskrevs av Becker 1907. Tetanocera discendens ingår i släktet Tetanocera och familjen kärrflugor.
Artens utbredningsområde är Tibet. Inga underarter finns listade i Catalogue of Life.